# Moment of Surrender
Pistes de No Line on the Horizon
Magnificent
(2) Unknown Caller
(4)
Moment of Surrender est une chanson du groupe de rock irlandais U2. De genre Rock et gospel, elle est écrite par Bono et produite par Brian Eno et Daniel Lanois. Elle est placée en troisième position sur leur 12e album studio No Line on the Horizon, publié en 2009. Avec ses 7 minutes et 24 secondes d'écoute, c'est la chanson la plus longue de l'histoire du groupe. Moment of Surrender a été salué par les critiques, dont beaucoup l’ont qualifié de l’un des morceaux les plus marquants de l’album. 

## Historique
La chanson est créée et enregistrée durant une session de U2 dans un hôtel de Fès au Maroc. Le groupe l'enregistre avec les producteurs Brian Eno et Daniel Lanois en quelques heures.

## Thématique
Le titre de la chanson est emprunté aux Alcooliques Anonymes ; c'est le moment où l'alcoolique admet son impuissance. Bono s'inspira peut-être d'Adam Clayton, qui avait arrêté de boire dix ans plutôt. La chanson évoque plus largement l'amour, le sexe, la guerre et la religion. Elle est à la fois moderne et mystique.

## Postérité
Bien que la chanson ne soit pas sorti comme single, le magazine Rolling Stone la classe 1re du classement des meilleures chansons de 2009. En 2010, le titre se situe à la 160e place parmi les 500 plus grandes chansons de tous les temps selon le même magazine.

## Classements
Bien que n'étant pas un single officiel de l'album No Line on the Horizon, "Moment of Surrender" s'est classé dans quelques pays.
| Classement / pays (2009)                         | Meilleure position |
| ------------------------------------------------ | ------------------ |
| Belgique (Région flamande) - Ultratop 50         | 35                 |
| États-Unis - Mediabase (Adult album alternative) | 45                 |

## Crédits
- Claviers additionnels – Terry Lawless
- Violoncelle – Caroline Dale
- Réalisation artistique – Brian Eno et Daniel Lanois
- Ingénieur du son – Richard Rainey
- Ingénieur du son assistant – Chris Heaney
- Ingénieurs du son additionnels – Declan Gaffney et Carl Glanville
- Mixage – Daniel Lanois et Declan Gaffney
- Assistant au mixage – Tom Hough, Dave Clauss et Dave Emery